# Львовский торгово-экономический университет
Львовский торгово-экономический университет (укр. Львівський торговельно-економічний університет) — высшее учебное заведение ІV уровня аккредитации, располагающееся во Львове. Основан 7 марта 1816 года. Один из ведущих экономических университетов Украины, крупный центр экономической науки и образования Западной Украины.
Входит в структуру и находится в подчинении Центрального союза потребительских обществ Украины (Укоопсоюза). По окончании обучения университет выдает диплом государственного образца. На дневной и заочной формах обучения университет готовит бакалавров, специалистов и магистров более чем по 50 специализациям. Ведется подготовка научных кадров высшей квалификации через аспирантуру по восьми специальностям экономического профиля и докторантуру по трем специальностям. Функционирует три специализированных совета по защите диссертаций.

## История
7 марта 1816 года решением императора Австрии Франца I была создана Львовская реально-торговая школа. На ее основе 8 сентября 1899 г. по представлению министерства вероисповеданий и образования император Франц Иосиф I своим постановлением создал Государственную торговую школу во Львове. Первым её руководителем стал профессор Антоний Павловский. Официальное открытие Высшей торговой школы состоялось 2 октября 1899 г. в помещении театра Скарбека (теперь здание Национального академического украинского драматического театра им. М. Заньковецкой). В 1902 году Высшая торговая школа получила статус Академии. В 1922 г. Торговая академия была реорганизована в Высшую школу заграничной торговли. Ректором снова был назначен профессор А. Павловский.
В 1937 году высшая школа вновь получила статус Академии. С 1936 года Академия внешней торговли размещалась в новом, специально построенном здании на ул. Сакраменток, 10 (теперь — ул. М. Туган-Барановского), где до сих пор располагается главный корпус университета.
После установления на Западной Украине советской власти Академия была реорганизована в Институт советской торговли (июнь 1940 года). В 1945 году из Харькова был переведен Украинский советский институт кооперативной торговли (организован в Киеве 1 января 1920 г.). В 1947 г. путём объединения Львовского института советской торговли и Института советской кооперативной торговли был создан Львовский торгово-экономический институт, который специализировался на подготовке специалистов для системы кооперации — бухгалтеров, экономистов, товароведов.
Первым директором Львовского торгово-экономического института после Второй мировой войны стал Гаркавенко Семён Данилович.
В период с 1993 года до 2015 года университет назывался Львовской коммерческой академией. С 2015 года учебное заведение изменило название и статус на Львовский торгово-экономический университет.

## Факультеты и институты
- институт экономики и финансов
- факультет международных экономических отношений и информационных технологий
- факультет товароведения, управления и сферы обслуживания
- юридический факультет
- учебно-научный институт последипломного образования
- учебно-научный информационный институт

## Другие структуры
В структуре университета функционируют также Украинский институт «Укоопинформпроект», научно-исследовательская лаборатория экономической оценки, бизнес-центр «Интерэкономика», Центр делового английского языка, Центр французской деловой речи, издательство академии, библиотека, архив, Отдел международного сотрудничества и стратегического развития, учебный комплекс «Академия», в состав которого вошли кооперативные техникумы, колледжи, училища и свыше 40 львовских общеобразовательных школ.

## Кампусы и корпуса
Корпуса:
- Корпус № 1 — главный корпус, здесь находится приемная ректора, Институт экономики и финансов и Учебно-научный информационный институт. Адрес корпуса № 1 — ул. Туган-Барановского, 10
- Корпус № 2 — здесь находится факультет менеджмента. Адрес корпуса № 2 — ул. У.Самчука, 6.
- Корпус № 3 — здесь находится товароведческо-коммерческий факультет и факультет заочного образования. Адрес корпуса № 3 — ул. У.Самчука, 9.
- Корпус № 4 — здесь находится факультет международных экономических отношений и Институт последипломного образования. Адрес корпуса № 4 — ул. Братьев Тершаковцев, 2а.
- Корпус № 5 — здесь находится юридический факультет. Адрес корпуса № 5 — ул. Ивана Франко, 68

## Известные выпускники и преподаватели
- Апопий, Виктор Владимирович — украинский учёный-экономист, доктор экономических наук, профессор.
- Балога, Виктор Иванович — украинский политический и государственный деятель.
- Гребёнкин, Фёдор Алексеевич — советский военачальник.
- Дротяк, Игорь Иванович — почетный консул Республики Беларусь во Львове.
- Капштык, Александр Иванович — белорусский учёный-экономист, доктор экономических наук, профессор, проректор БТЭУ.
- Корягин, Максим Викторович — украинский учёный-экономист, доктор экономических наук, профессор, аудитор.
- Куцик, Петр Алексеевич — украинский учёный-экономист, ректор Львовского торгово-экономического университета.
- Нерсисян, Тигран Яковлевич — российский предприниматель, президент компании «Бородино».
- Нешитой, Анатолий Семенович — российский учёный-экономист, профессор, ведущий научный сотрудник Института экономики РАН.
- Пятаченко, Григорий Александрович — министр финансов Украины с 1991 по 1994 год.
- Редченко, Константин Иванович — украинский учёный-экономист, доктор экономических наук, профессор.
- Ровт, Александр Семенович — американский предприниматель, президент компании «IBE Trade Corporation».
- Симчера, Василий Михайлович — российский учёный-экономист, профессор Института экономики РАН.
- Смирнова, Марина Васильевна — российский и приднестровский политический деятель.
- Титова, Нонна Аркадьевна — украинский учёный-экономист, доктор экономических наук, профессор.
- Франко, Петр Иванович — украинский учёный и педагог, сын классика украинской литературы Ивана Франко.
- Флейчук, Мария Игоревна — украинский учёный-экономист, доктор экономических наук, профессор.
- Фурта, Юрий Ярославович — украинский футболист.
- Хусточка, Юрий Олегович — украинский музыкант.
- Чорба, Фёдор — советский футболист.
- Швец, Любовь Никитична — российский государственный и политический деятель.
- Шраг, Николай Ильич — украинский экономист и политический деятель, доктор экономических наук, вице-премьер Центральной Рады УНР.